# Vonda Shepard
Vonda Shepard nació el 7 de julio de 1963. Es una cantante de Estados Unidos muy conocida debido al papel que ocupó en la serie Ally McBeal, en la cual expresaba los sentimientos de Ally a través de sus canciones. Toca el piano, la guitarra y el bajo.
Vonda Shepard nació en Nueva York, pero su familia se mudó a California cuando era bastante joven. Desde una temprana edad tuvo agudeza en el piano, haciendo música de fondo para cantantes, lo que le permitió lograr su primer contrato de grabación.
Su primer disco apareció en 1987 cuando grabó en dueto con Dan Hill el álbum Can't we try. Lanzó su primer álbum autitulado en 1989, con una pequeña fanfarria. Su tercer álbum fue muy aclamado, y luego comenzó su aparición en Ally McBeal, después de los contactos que sostuvo con el creador David E. Kelley. En 2000 Vonda interpretó junto con Anastacia la canción "Love is Alive", del primer disco de Anastacia, Not that Kind
Gracias a estas apariciones, comenzó a grabar recopilaciones de las canciones que se usaban en la serie, y además sacó tres discos aprovechando sus apariciones en el programa, que eran los que se usaban en cada momento de la vida Ally, la protagonista.
Shepard está casada con el productor Mitchell Froom. Tuvieron su primer hijo, Jack Froom, el 15 de abril de 2006.

## Álbumes
- Vonda Shepard
- The Radical Light
- It's Good, Eve
- Songs from Ally McBeal
- By 7:30
- Heart and Soul: New Songs from Ally McBeal
- Ally McBeal: A Very Ally Christmas
- Chinatown
- Live: A Retrospective
- From the Sun
- From the Sun Tour: Live In San Javier

## Compilaciones
- Ally McBeal: A Very Ally Christmas 2000
- Ally McBeal: For Once in My Life Soundtrack 2001